# Pseudomalmea
Pseudomalmea es un género de plantas fanerógamas con tres especies perteneciente a la familia de las anonáceas. Son nativas de América meridional.

## Taxonomía
El género fue descrito por Laurentius Willem Chatrou y publicado en Changing Genera. Systematic studies in Neotropical and West African Annonaceae 180. 1998.

## Especies
| - Pseudomalmea boyacana - Pseudomalmea diclina - Pseudomalmea wingfieldii Chatrou |